# Jan-van-Ruusbroeckollege
Het Jan-van-Ruusbroeckollege is een katholiek Vlaams Jezuïetencollege, gelegen in de Forumlaan te Laken (Brussel) en is genaamd naar de Brusselse mysticus Jan van Ruusbroec. Het logo van de school is de pelikaan, die symbool staat voor Christus' offerdood. Het college maakt deel uit van de Scholengemeenschap voor Katholiek Secundair Onderwijs Sint-Gorik.
Het Ruusbroeckollege werd opgericht in 1968 als een jongensschool, maar is sinds 1994 gemengd. Men kan er de studierichtingen Economie-moderne talen, Economie-wiskunde, Grieks-Latijn, Grieks-wiskunde, Latijn-moderne talen, Latijn-wetenschappen, Latijn-wiskunde, Moderne talen-wetenschappen, Wetenschappen-wiskunde en Humane Wetenschappen in het algemeen secundair onderwijs volgen.
Het Jan-van-Ruusbroeckollege behoort tot de zeven Jezuïetencolleges die een eigen begeleidingsdienst hebben. In 1999 sloot het college samen met het Sint-Jan-Berchmanscollege aan bij de St.-Gorik-scholengemeenschap Brussel, waar ze een gelijklopende visie uitdragen.
De inrichtende macht van het college is de VZW Inrichtende Macht Jan-van-Ruusbroeckollege en wordt geleid door een Raad van Beheer van elf leken met de directeur als volwaardig lid.
In het schooljaar 2017-2018 telde het college 720 leerlingen.

## Bekende oud-leerlingen
- Bert Anciaux
- Peter Van Asbroeck
- Bart Verhaeghe